# Agelastica
Agelastica is een geslacht van kevers uit de familie bladkevers (Chrysomelidae).
De wetenschappelijke naam van het geslacht werd in 1837 gepubliceerd door Louis Alexandre Auguste Chevrolat.

## Soorten
- Agelastica alni (Linnaeus, 1758) - Elzenhaantje
- Agelastica bimaculata (Bertoloni, 1868)
- Agelastica coerulea Baly, 1860
- Agelastica cyanicollis (Jacoby, 1884)
- Agelastica lineata Blackburn, 1888
- Agelastica orientalis (Baly, 1878)